# Tipula (Microtipula) languidula
Tipula (Microtipula) languidula is een tweevleugelige uit de familie langpootmuggen (Tipulidae). De soort komt voor in het Neotropisch gebied.